# Fazenda Monte Alegre (Ribeirão Preto)
Fazenda Monte Alegre é uma fazenda localizada no município de Ribeirão Preto, interior de São Paulo, que sua fundação data ao ano de 1874.

## História

### Primeiro anos e desapropriação
A Fazenda Monte Alegre, foi fundada no ano de 1874, emulada por João Franco - dono de escravos e importante cafeicultor e agropecuarista - que comprou grandes porções de terra na cidade de Ribeirão Preto que tinha o intuito de cultivar café no município. A fazenda foi o primeiro lugar a ter acesso a energia elétrica na cidade.
No ano de 1890, João Franco vende suas terras para Francisco Schmidt, imigrante alemão. Em 1920, a fazenda chegou ao seu auge produtivo contando com catorze milhões de pés de café, com 14 mil colonos gerando uma produção anual de setecentos mil sacas de café - fazendo que demandasse uma ferrovia particular nas terras de Schimidt.
Schimidt morreu no ano de 1924, entregando sua propriedade para o filho Jacob. A gestão de Jacob não foi tão frutífera quanto a de seu pai, não conseguindo segurar a lucratividade nas décadas anteriores, muito devido a crise do café no Brasil como um dos desdobramentos da Grande Depressão ocorrida no ano de 1929, nos Estados Unidos. Com a decadência, Jacob vende as terras para o fazendeiro João Marquese.
Apesar da compra de João Marquese, a propriedade é desapropriada pelo governo estadual com instituto educacional, fundando no ano de 1942 a Escola de Agricultura Getúlio Vargas que operou até o ano de 1948.

### Universidade de São Paulo
Como aconteceu em Pirassununga, com a intervenção do político Fernando de Sousa Costa, foi feita uma intervenção para que a cidade recebesse um campus Universidade de São Paulo (USP), erguendo o prédio central da Faculdade de Medicina.
A construções da estrutura da USP de Ribeirão Preto, a arquitetura Neocolonial foi um dos padrões utilizados na estilística de construção do campus universitário. Com a construção do campus, foi feito um esforço pelo professor para que houvesse um reflorestamento dos entornos da universidade já na década de 1980, que foi bem sucedida em seu interesse.
Atualmente, a Universidade oferece cursos como os de Biblioteconomia, Administração, Enfermagem, Medicina, Música e Pedagogia.

## Museu Histórico Municipal
Atualmente, o campus abriga a sede construída por João Franco de maneira íntegra e opera no imóvel o Museu Histórico e de Ordem Geral "Plínio Travassos dos Santos" de Ribeirão Preto, mantida pela Prefeitura da cidade. A iniciativa foi feita no ano de 1932, por Plínio Travassos de Santos, que teve a iniciativa de criar um museu com as memórias do município em 1938, sendo montada na Prefeitura da cidade.
Dentre os elemento coletados por Plínio, estavam pinturas, esculturas, desenhos e cerâmicas. No dia de 28 de março de 1951, o acervo é todo transferido para o Solar Schimdt. Entre as seções da inauguração do museu estavam, artes, etnologia indígena, zoologia, geologia e numismática.
Em homenagem a Plínio, no ano de 1963, através da Lei Municipal n.º 1.750, o museu ganhou o nome de Museu Histórico e de Ordem Geral "Plínio Travassos dos Santos" de Ribeirão Preto.